# Danses polonaises
Les danses polonaises sont des danses, nationales ou populaires, qui se cristallisent en Pologne au XVIIe siècle : la polonez (la polonaise), la krakowiak (la cracovienne), la mazur (la mazur), la kujawiak (la kujawiak) et l'oberek (l’oberek). 

## Polonaise

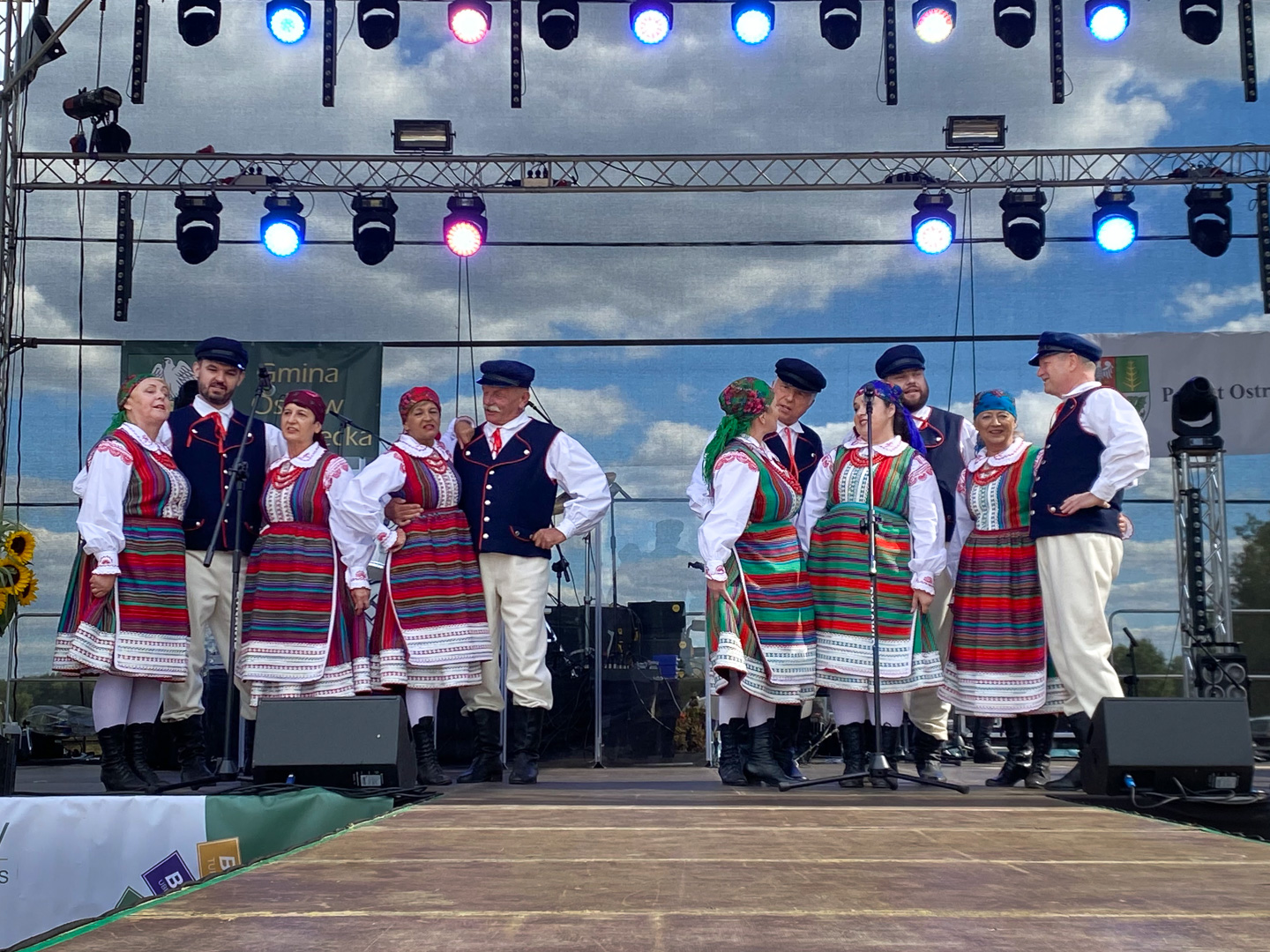
.

### Origines et pas
La polonaise est une danse originaire de la cour de Pologne de rythme ternaire modéré. Elle a un caractère processionnel et majestueux. Son origine semble remonter aux cérémonies de cour du XVIe siècle. Les premières polonaises ressemblent peu à la danse du XIXe siècle, qui se caractérise par un rythme ternaire, des phrases débutant sur le premier temps de la mesure et la répétition de brefs motifs rythmiques. 

### Frédéric Chopin et ses polonaises
La polonaise est étroitement associée au compositeur Frédéric Chopin. Dans ses Polonaises, il en appelle aux traditions de la danse noble du XVIIe siècle. Les polonaises de Chopin présentent un caractère grandiose. Il s’éloigne de la musique de danse en y introduisant des éléments dramatiques et monumentaux.

## Krakowiak

### Origines et pas
La cracovienne est une danse folklorique, née à Cracovie, une ville située dans le Sud de la Pologne. Son origine remonte à la fin du XVIIIe siècle. Elle est considérée comme une danse nationale. C’est une danse à deux temps, de tempo vif avec des rythmes syncopés. Sa chorégraphie est une succession de cercles qui se font et se défont pour donner les lignes d’un carré, des diagonales et des étoiles. La cracovienne est la seule danse nationale qui n’est pas à ¾.

### Milieu
Au début, la cracovienne était connue comme une danse paysanne. Avec le temps, elle est aussi devenue populaire parmi la bourgeoisie et la noblesse. Enfin, elle s’est répandue dans toute 
la Pologne. Ce qui caractérise la cracovienne, ce sont les habits de couleurs vives qui apportent charme et beauté dans cette danse. Dans la musique folklorique, la cracovienne commence par une « przyśpiewka », qui est une courte chanson folklorique de circonstance ; on la chante le plus souvent pendant la noce.

### Répertoires traditionnels
La cracovienne est la plus célèbre en Petite-Pologne, d’où elle vient. Dans cette région, dans le passé, beaucoup de danses qui avaient les mêmes tempos et rythmes que la cracovienne, ont porté différents noms indiquant soit leur lieu d’origine, par exemple le proszowiak qui vient de Proszowice, le skalbmierzak de Skalbmierz, ou la façon de danser : suwany,mijany, przebiegany, etc.
La cracovienne suwany se réfère au pas glissé. Dans la cracovienne mijany, il s’agit pour les partenaires de passer d’un couple à l’autre. Par contre, les pas chassés de la cracovienne przebiegany rappellent le cheval au galop.

## Kujawiak

### Origines et pas
La kujawiak vient de Couïavie, une région située au nord de la Pologne. 
Le nom « kujawiak » est apparu pour la première fois en 1830. Elle a été la plus connue à la fin du XIXe et au début du XXe siècle.
La kujawiak est une danse nationale polonaise plus lente, à pas marchés. Sa mélodie, d’expression lyrique, présente un mouvement balancé. Ce qui caractérise cette danse, c’est un changement de tempo progressivement de très lent jusque très rapide, en gardant la même mélodie. La mesure est à ¾ comme dans le cas de la mazur. 
Similitude avec les autres danses
Il y a beaucoup de ressemblances entre la kujawiak et d’autres danses polonaises comme : la mazur et l’oberek. On peut entendre le même rythme mais le tempo est lent et la mélodie augmente progressivement.

## Oberek

### Origines et pas
Le nom « oberek » tire son origine de la façon de danser en tournant. Elle consiste en une suite de rotations d’un danseur autour d’une danseuse dans la première mesure, et dans la deuxième mesure, c’est l’inverse. C’est pourquoi, elle ne porte pas le nom d’une région comme dans le cas de la cracovienne et kujawiak. Souvent, l’oberek est nommé aussi l’obertas ou l’ober.
L’oberek est une danse paysanne, populaire dans toute la Pologne. C’est une danse rapide, de tempo vif à trois temps. Elle comporte un rythme très accentué, marqué par les battements de pied des danseurs sur le sol. Le tempo d’oberek se transforme en tempo impétueux.

## Mazur et Mazurek

### Différences
La principale différence entre la mazur et la mazurka (appelée mazurek en polonais) est le fait que la première est une danse et la deuxième est une forme musicale. La mazur est une danse à ¾ dont le rythme, avec ses accents introduits sur le deuxième ou le troisième temps de la mesure, est caractérisée par une grande liberté. Elle comporte des pas glissés avec un rythme pointé. 
La mazurka, en revanche, occupe une place importante dans l’œuvre de Chopin. 
C’est une forme musicale qui s’appuie sur une des trois danses : mazur, kujawiak ou oberek.